# Cave Automatic Virtual Environment

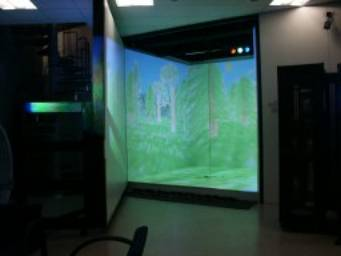
Caverna Digital da USP

Caverna digital, ou CAVE (Cave Automatic Virtual Environment, ambiente virtual automático como caverna), é uma sala onde são projetados gráficos em 3 dimensões em suas paredes, formado por 5 telas de projeção com 6 projetores cada, que permite ser visualizadas e manipuladas pelos usuários usando dispositivos tecnológicos de interação; isto é, os usuários podem explorar e interagir com objetos e pessoas virtuais.
O termo Caverna, é uma alusão à Alegoria da Caverna de Platão, relacionando-se, com o fato de que a realidade que é vista neste ambiente é diferente da realidade real.
Desde 27 de janeiro de 2001, o Laboratório de Sistemas Integráveis (LSI) da Escola Politécnica da USP opera  uma CAVERNA Digital, este termo foi cunhado pela Professora Roseli de Deus Lopes, pesquisadora de realidade virtual da USP. A primeira disponível na América Latina. Em 2013 a Caverna Digital do LSI-USP sofreu uma grande atualização, operando com um novo cluster de alto desempenho e utilizando 30 projetores, 6 projetores para cada uma das suas 5 telas de projeção; onde a projeção nas paredes da sala é attravés de vários computadores (clusters de imagens).
As aplicações que usam esta tecnologia se enquadram em vários campos como na Engenharia (Aeronáutica, Mecânica, Civil, Automobilística e Eletrônica), na medicina (simulações cirúrgicas, estudos em anatomia), nas ciências básicas (Astronomia, astrofísica, biologia e química) e finalmente no entretenimento (jogos, visualizações foto-realísticas e filmes interativos).
Existem alguns sistemas deste tipo no mundo.
- No Brasil dentro da Universidade de São Paulo, uma no Rio Grande do Sul desenvolvida pelo Lab, outra na Universidade Federal de Pernambuco. Novas Tecnologias nas Artes Visuais (NTAV) na Universidade de Caxias do Sul (UCS), chamada Ntav UCS Pocket Cave.

- Em Portugal, existe uma Gruta Virtual no Centro Ciência Viva do Lousal, que pode ser visitada pelo público.[2]

- Com a designação de CAVE, este equipamento existe igualmente nos Estados Unidos e encontra-se em diversos países do continente europeu, como a Alemanha, a Bélgica e a Espanha.